# Haplostylus bacesui
Haplostylus bacesui är en kräftdjursart som beskrevs av Hatzakis 1977. Haplostylus bacesui ingår i släktet Haplostylus och familjen Mysidae. Inga underarter finns listade i Catalogue of Life.